# Craspedosis longigutta
Craspedosis longigutta là một loài bướm đêm trong họ Geometridae.